# Mahmud al-Zahar
Maḥmūd al-Zahār (in arabo محمود الزهار‎?; Gaza, 1945) è un terrorista e politico palestinese; è un cofondatore di Hamas ed è un membro della dirigenza di Hamas nella Striscia di Gaza.
Figlio di padre palestinese e di madre egiziana, visse il primo periodo della sua infanzia nella città di Ismailia in Egitto. Laureato in Medicina presso l'Università di 'Ayn Shams del Cairo nel 1971, ottenne un master universitario in chirurgia generale dalla stessa università nel 1976.
Entrò in contatto con l'ambiente dell'islam politico durante il suo soggiorno in Egitto, periodo in cui aderì all'organizzazione islamista dei Fratelli Musulmani. Dopo il suo ritorno nella Striscia di Gaza lavorò nella daʿwah (propaganda islamica) insieme con altri leader del gruppo.
Durante la prima intifada, Mahmud al-Zahar partecipò alla fondazione di Hamas, filiazione palestinese dei Fratelli Musulmani, e ne diventò il primo portavoce.
L'esercito israeliano lo arrestò più volte, e lo espulse dai territori occupati nel 1992, insieme con gli altri leader di Hamas e del Movimento per il Jihad Islamico in Palestina. Al-Zahar si trasferì in Libano, nella città di Marj al-Zuhur, dove rimase un anno, prima di rientrare clandestinamente a Gaza.
Alle elezioni legislative in Palestina del 2006 venne eletto, nelle liste di Hamas, al Consiglio legislativo palestinese.
Al-Zahar è sopravvissuto a un tentativo di omicidio mirato israeliano nel settembre 2003, quando aerei F-16 bombardarono la sua abitazione a Gaza. Durante il bombardamento, egli rimase leggermente ferito, ma perse il figlio maggiore, Khaled, e la sua guardia del corpo. Al-Zahar ha perso un altro figlio in un raid israeliano a Gaza, il 15 gennaio 2008.
Nel 2023 al-Zahar vive ormai da tempo in Qatar; anche nelle interviste più recenti si è sempre pronunciato contro la soluzione "Due popoli due Stati" e a favore della totale distruzione dello Stato di Israele.